# تاريخ القمم العربية منذ التأسيس
تاريخ القمم العربية منذ التأسيس في مايو/أيار 1946م، اجتمعت بقصر أنشاص في دلتا النيل بمصر سبع دول مؤسسة للجامعة العربية لمناصرة القضية الفلسطينية، لكن المؤرخين يعتبرون أن البداية الفعلية للقمم العربية كانت في عام 1964م حيث زاد عدد المشاركين من الدول العربية بعد حصول العديد منها على الاستقلال.
وفيما يلي ملخص بالقمم العربية منذ قمة أنشاص حتى قمة البحر الميت.

## قمة أنشاص28 مايو/أيار 1946م
عقدت بدعوة من ملك مصر فاروق في قصر أنشاص، بحضور الدول السبع المؤسسة للجامعة العربية، وهي مصر، وشرق الأردن، والسعودية، واليمن، والعراق، ولبنان، وسوريا.
وقد خرجت بعدة قرارات، أهمها مساعدة الشعوب العربية المستعمرة على نيل استقلالها، والتأكيد على أن القضية الفلسطينية هي قلب القضايا القومية، والدعوة إلى وقف الهجرة اليهودية إلى فلسطين، مع اعتبار أي سياسة عدوانية ضد فلسطين من قبل الولايات المتحدة وبريطانيا هي سياسة عدوانية تجاه كافة دول الجامعة العربية. إضافة إلى ضرورة حصول طرابلس الغرب على الاستقلال، والعمل على إنهاض الشعوب العربية وترقية مستواها الثقافي والمادي لمواجهة أي اعتداء صهيوني داهم.

## قمة بيروت 13 نوفمبر/تشرين الثاني 1956م
عقدت بدعوة من الرئيس اللبناني كميل شمعون إثر الاعتداء الثلاثي على مصر وقطاع غزة، وشارك فيها تسعة رؤساء عرب أجمعوا في بيان ختامي على مناصرة مصر ضد العدوان الثلاثي، واللجوء إلى حق الدفاع المشروع عن النفس، في حالة عدم امتثال الدول المعتدية (بريطانيا، وفرنسا، وإسرائيل) لقرارات الأمم المتحدة وامتنعت عن سحب قواتها. وأعربت القمة عن تأييدها لنضال الشعب الجزائري من أجل الاستقلال عن فرنسا.

## قمة القاهرة 13 يناير/كانون الثاني 1964
عقدت بناء على اقتراح من الرئيس المصري جمال عبد الناصر في مقر الجامعة العربية بالقاهرة، وخرجت ببيان ختامي تضمن عدة نقاط أهمها، الإجماع على إنهاء الخلافات، وتصفية الجو العربي، وتحقيق المصالح العربية العادلة المشتركة، ودعوة دول العالم وشعوبها إلى الوقوف بجانب الأمة العربية في دفع العدوان الإسرائيلي.
وتشكيل قيادة عربية موحدة لجيوش الدول العربية في كنف الجامعة، وذلك رداً على ما قامت به إسرائيل من تحويل خطير لمجرى نهر الأردن، مع إقامة قواعد سليمة لتنظيم الشعب الفلسطيني من أجل تمكينه من تحرير وطنه وتقرير مصيره، وتوكيل أحمد الشقيري بتنظيم الشعب الفلسطيني.

## قمة الإسكندرية 5 سبتمبر/أيلول 1964م
عقدت في قصر المنتزه بمدينة الإسكندرية المصرية، بحضور أربعة عشر قائدا عربيا، ودعت إلى دعم التضامن العربي، وتحديد الهدف القومي ومواجهة التحديات، والترحيب بمنظمة التحرير الفلسطينية.

## قمة الدار البيضاء 13 سبتمبر/أيلول 1965
دعت إلى الالتزام بميثاق التضامن العربي، ودعم القضية الفلسطينية على الصعيدين العربي والإقليمي. ودعت إلى تصفية القواعد الأجنبية وتأييد نزع السلاح، ومنع انتشار الأسلحة النووية.

## قمة الخرطوم 20 أغسطس/آب 1967
عقدت بعد الهزيمة العربية أمام إسرائيل في يونيو/حزيران 1967، بحضور جميع الدول العربية ما عدا سوريا التي دعت إلى حرب تحرير شعبية ضد إسرائيل. وقد خرجت بعدة قرارات أبرزها اللاءات الثلاثة، وهي لا صلح، ولا تفاوض مع إسرائيل، ولا اعتراف بها، مع التأكيد على وحدة الصف العربي، والاستمرار في تصدير النفط إلى الخارج.

## قمة الرباط 21 ديسمبر/كانون الأول 1969م
شاركت فيها أربع عشرة دولة بهدف وضع إستراتيجية عربية لمواجهة إسرائيل، وخرج القادة بالدعوة إلى إنهاء العمليات العسكرية في الأردن بين المقاتلين الفلسطينيين والقوات المسلحة الأردنية، ودعم الثورة الفلسطينية.

## قمة القاهرة 23 سبتمبر/أيلول 1970م
عقدت إثر الاشتباكات المسلحة في الأردن بين المنظمات الفلسطينية مع الحكومة الأردنية التي عرفت بأحداث أيلول الأسود، وقد قاطعت كل من سوريا والعراق والجزائر والمغرب هذه القمة. دعا المجتمعون إلى الإنهاء الفوري للعمليات العسكرية من جانب القوات الأردنية والمقاومة الفلسطينية، وإطلاق سراح المعتقلين من كلا الجانبين، مع تكوين لجنة عليا لمتابعة تطبيق الاتفاق.

## قمة الجزائر 26 نوفمبر/تشرين الثاني 1973م
عقد بحضور ست عشرة دولة، بدعوة من سوريا ومصر بعد حرب أكتوبر 1973م، وقاطعتها ليبيا والعراق. وضعت القمة شرطين للسلام مع إسرائيل، هما انسحاب إسرائيل من جميع الأراضي العربية المحتلة، وفي مقدمتها القدس، واستعادة الشعب الفلسطيني لكافة حقوقه. ودعت إلى تقديم كافة الدعم المالي والعسكري للجبهتين السورية والمصرية من أجل استمرار نضالهما ضد العدو الإسرائيلي. شهدت القمة انضمام موريتانيا إلى الجامعة العربية.

## قمة الرباط 26 أكتوبر/تشرين الأول 1974م
عقدت بمشاركة كافة الدول العربية إلى جانب الصومال التي شاركت للمرة الأولى. ودعت إلى التحرير الكامل لكافة الأراضي العربية المحتلة عام 1967م، وتحرير مدينة القدس، واعتماد منظمة التحرير الفلسطينية ممثلا شرعيا ووحيدا للشعب الفلسطيني.

## قمة الرياض 16 أكتوبر/تشرين الأول 1976م (غير عادية)
عقدت بدعوة من السعودية والكويت لبحث الأزمة في لبنان وسبل حلها، وضمت كلا من السعودية ومصر والكويت وسوريا ولبنان ومنظمة التحرير الفلسطينية، ودعت إلى وقف اطلاق النار في لبنان وإعادة الحياة الطبيعية إليه واحترام سيادته ورفض تقسيمه، وإعادة إعماره.

## قمة القاهرة 25 أكتوبر/تشرين الأول 1976م
شاركت فيها أربع عشرة دولة لاستكمال بحث الأزمة اللبنانية التي بدأت في مؤتمر الرياض الطارئ، ودعت إلى ضرورة أن تساهم الدول العربية حسب إمكانياتها في إعادة إعمار لبنان، والتعهد بعدم التدخل في الشؤون الداخلية لأي بلد عربي.

## قمة بغداد 2 نوفمبر/تشرين الثاني 1978م
عقدت بطلب عراقي، إثر توقيع مصر اتفاقية كامب ديفيد للسلام مع إسرائيل. رفضت الاتفاقية التي وقعها الرئيس المصري الراحل أنور السادات، وقررت نقل مقر الجامعة العربية وتعليق عضوية مصر ومقاطعتها، وإلغاء قرارات بشأن مقاطعة اليمن كان مجلس الجامعة قد اتخذها.

## قمة تونس 20 نوفمبر/تشرين الثاني 1979م
عقدت بدعوة من الرئيس التونسي الحبيب بورقيبة، وجدد المشاركون فيها إدانتهم لاتفاقية كامب ديفيد، وقرروا استمرار إحكام مقاطعة النظام المصري، وأدانوا سياسة الولايات المتحدة وتأييدها لإسرائيل.

## قمة عمان 25 نوفمبر/تشرين الثاني 1980م
عزم فيها القادة العرب على إسقاط اتفاقية كامب ديفيد، وأكدوا على أن قرار مجلس الأمن رقم 242 لا يشكل أساسا صالحا للحل في المنطقة، ودعوا إلى تسوية الخلافات العربية.

## قمة فاس 25 نوفمبر/تشرين الثاني 1981م
شاركت فيها تسع عشرة دولة وغابت عنها ليبيا ومصر، وتناولت مشروع السلام العربي، والموقف العربي من الحرب العراقية الإيرانية، وموضوع القرن الأفريقي.

## قمة الدار البيضاء 20 أغسطس/آب 1985م (غير عادية)
بحثت القمة القضية الفلسطينية، وتدهور الأوضاع في لبنان والإرهاب الدولي.

## قمة عمان 8 نوفمبر/تشرين الثاني 1987م (غير عادية)
شاركت فيها عشرون دولة عربية ومنظمة التحرير الفلسطينية، وبحثت موضوع الحرب العراقية الإيرانية والتضامن مع العراق، والنزاع العربي الإسرائيلي، وقضية عودة مصر إلى الصف العربي.

## قمة الجزائر 7 يونيو/حزيران 1988م (غير عادية)
عقدت بمبادرة من الرئيس الجزائري الشاذلي بن جديد، ودعت إلى دعم الانتفاضة الفلسطينية الأولى، وأدانت السياسة الأميركية لانحيازها لإسرائيل، إلى جانب الاعتداء الأميركي على ليبيا، فيما أيدت السيادة الليبية على خليج سرت.

## قمة الدار البيضاء 23 مايو/أيار 1989م (غير عادية)
أعادت عضوية مصر في الجامعة العربية، وبحثت قيام الدولة الفلسطينية المستقلة، والمؤتمر الدولي للسلام، وتشكيل لجنة لحل الأزمة اللبنانية والتضامن مع العراق.

## قمة بغداد 28 مايو/أيار 1990م (غير عادية)
عقدت بدعوة من الرئيس العراقي صدام حسين، وغابت عنها سوريا ولبنان. اعتبرت القدس عاصمة لدولة فلسطين، ورحبت بوحدة اليمنين الشمالي والجنوبي، وحذرت من تصاعد موجات الهجرة اليهودية إلى فلسطين وخطورتها على الأمن القومي العربي، وأدانت قرار الكونغرس الأميركي اعتبار القدس عاصمة لإسرائيل.

## قمة القاهرة 15 أغسطس/آب 1990م (غير عادية)
عقدت إثر الغزو العراقي للكويت، تغيبت عنها تونس التي كانت قد طالبت بتأجيلها، ولم يحضرها من قادة الخليج سوى أمير البحرين حينها، ومثّل الكويت ولي عهدها سعد العبد الله الصباح. أدان المشاركون فيها العدوان العراقي على الكويت، وأكدوا على سيادة الكويت.

## قمة القاهرة 21 يونيو/حزيران 1996م (غير عادية)
عقدت بدعوة من الرئيس المصري محمد حسني مبارك. دعمت جهود السلام على أساس قرارات مجلس الأمن الدولي، إلى جانب دعم اتفاق العراق مع الأمم المتحدة حول برنامج النفط مقابل الغذاء.

## قمة القاهرة 21 أكتوبر/تشرين الأول 2000م (غير عادية)
عقدت إثر أحداث العنف التي تفجرت ضد الفلسطينيين بعد أن دخل رئيس الوزراء الإسرائيلي آرييل شارون الحرم القدسي الشريف، سميت بقمة الأقصى. حضرتها جميع الدول العربية وانسحب وفد ليبيا الدبلوماسي في اليوم الثاني من القمة.
قرر المشاركون إنشاء صندوق باسم انتفاضة القدس برأس مال 200 مليون دولار لدعم أسر الشهداء، وإنشاء صندوق الأقصى برأس مال 800 مليون دولار لدعم الاقتصاد الفلسطيني، واستحدثت هذه القمة غير العادية مبدأ الانعقاد الدوري للقمة بعد أن كان يتم بشكل غير دوري وفقا للحاجة.

## قمة عمان 28 مارس/آذار 2001م
تعهدت بدعم صمود الشعب الفلسطيني ماليا وسياسيا، وأكد المشاركون تمسكهم بقطع العلاقات مع الدول التي تنقل سفاراتها إلى القدس، ووافقوا على عقد المؤتمر الاقتصادي الأول بالقاهرة في وقت لاحق من عام 2001م، وقررت اختيار عمرو موسى أمينا عاما للجامعة العربية، خلفا لعصمت عبد المجيد.

## قمة بيروت 27 مارس/آذار 2002م
أقرت أن السلام العادل والشامل خيار استراتيجي للدول العربية يتحقق في ظل الشرعية الدولية، ويستوجب التزاما مقابلا تؤكده إسرائيل في هذا الصدد، وطالبت إسرائيل بإعادة النظر في سياساتها وأن تجنح إلى السلم.
ودعت إلى الانسحاب الكامل من الأراضي العربية المحتلة حتى خط الرابع من حزيران 1967م، بما في ذلك الجولان السوري، والأراضي التي ما زالت محتلة في جنوب لبنان، وضرورة التوصل إلى حل عادل لمشكلة اللاجئين الفلسطينيين وفقاً لقرار الجمعية العامة للأمم المتحدة رقم 194.

## قمة شرم الشيخ 1 مارس/آذار 2003م
عقدت في منتجع شرم الشيخ المصري، أعربت عن رفضها المطلق لضرب العراق، وطالبت بإعطاء فرق التفتيش المهلة الكافية لإتمام مهمتها في العراق، وأكدت على مسؤولية مجلس الأمن الدولي في عدم المساس بالعراق، وامتناع أي دولة عربية عن أي عمل عسكري يستهدف أمن وسلامة العراق أو أي دولة عربية أخرى.

## قمة تونس 29 مارس/آذار 2004م
وافقت على وثيقة عهد ووفاق وتضامن بين قادة الدول العربية، وتمسكت بمبادرة السلام العربية كما اعتمدتها قمة بيروت عام 2002م، مع التعهد بحشد التأييد الدولي لها، وإقامة الدولة الفلسطينية المستقلة وعاصمتها القدس الشريف، والتأكيد على حق سيادة دولة الإمارات العربية المتحدة على جزرها الثلاث (طنب الكبرى وطنب الصغرى وأبو موسى).

## قمة الجزائر 22 مارس/آذار 2005م
افتتحت بالوقوف دقيقة صمت وتلاوة الفاتحة على روح رئيس الإمارات الشيخ زايد بن سلطان آل نهيان، والرئيس الفلسطيني ياسر عرفات ورئيس الوزراء اللبناني رفيق الحريري. وحضر الموضوع اللبناني بقوة في هذه القمة.
ركّز المشاركون على الدعوة للانسحاب السوري من لبنان وإجراء الانتخابات في موعدها. وتمسكوا بالسلام خيارا استراتيجيا، وقرروا إنشاء برلمان عربي انتقالي لمدة خمس سنوات يجوز تمديدها لمدة عامين كحد أقصى.

## قمة الخرطوم 28 مارس/آذار 2006م
وافقت على إنشاء مجلس السلم والأمن العربي ونظامه الأساسي على أن تحل أحكامه محل أحكام آلية جامعة الدول العربية للوقاية من النزاعات وإداراتها وتسويتها.

## قمة الرياض 28 مارس/آذار 2007م
جددت الالتزام العربي بالسلام العادل والشامل كخيار استراتيجي، وأكدت على أن التصور العربي للحل السياسي والأمني لما يواجهه العراق من تحديات يستند إلى احترام وحدة وسيادة واستقلال العراق وهويته العربية والإسلامية.

## قمة دمشق 30 مارس/آذار 2008م
أكدت على تشجيع الاتصالات الجارية بين دولة الإمارات العربية المتحدة والجمهورية الإسلامية الإيرانية لحل قضية الجزر الإماراتية عبر الإجراءات القانونية والوسائل السلمية لاستعادة الإمارات لهذه الجزر، حفاظا على علاقات الأخوة العربية الإيرانية ودعمها وتطويرها.
توجه القادة العرب بالشكر إلى الزعيم الليبي معمر القذافي لطرحه قضية جزر الإمارات الثلاث، ودعوه إلى بذل مساعيه الحميدة لدى كل من الإمارات وإيران لحل قضية الجزر أو إحالتها إلى محكمة العدل الدولية.

## قمة الدوحة 1 مارس/آذار 2009م
أكدت رفضها لمذكرة التوقيف التي أصدرتها المحكمة الجنائية الدولية بحق الرئيس السوداني عمر البشير، على خلفية النزاع في إقليم دارفور غرب السودان، وشددت على دعم السودان في مواجهة كل ما يستهدف النيل من سيادته وأمنه واستقراره ووحدة أراضيه.

## قمة سرت 9 أكتوبر/تشرين الأول 2010م (غير عادية)
أقرت سلسلة توصيات عامة بشأن تفعيل العمل العربي المشترك وأكدت على دعم السودان والصومال وأجلت عددا من القضايا الخلافية إلى القمة العربية التالية في بغداد.

## قمة بغداد 29 مارس/آذار 2012م
دعت إلى حوار بين الحكومة السورية والمعارضة، التي طالبوها بتوحيد صفوفها، وطالبت الحكومة وكافة أطياف المعارضة بالتعامل الإيجابي مع المبعوث الأممي والعربي المشترك إلى سوريا كوفي عنان لبدء حوار وطني جاد يقوم على خطة الحل التي طرحتها الجامعة وقرار الجمعية العامة للأمم المتحدة.

## قمة الدوحة 26 مارس/آذار 2013م
اعترفت بالائتلاف الوطني لقوى الثورة والمعارضة السورية ممثلا شرعيا للشعب السوري، ومنحته مقعد سوريا، وقد رُفع علم الائتلاف في القمة.

## قمة الكويت 25 مارس/آذار 2014م
رفعت القمة علم النظام السوري في قاعة المؤتمر، إضافة إلى اقتصار مشاركة الائتلاف على إلقاء أحمد الجربا رئيس الائتلاف كلمة باسم المعارضة، دون أن يجلس على مقعد بلاده الشاغر، وأكد البيان الختامي أن القضية الفلسطينية هي القضية المركزية للشعوب العربية.
جددت التمسك بضرورة قيام دولة فلسطينية عاصمتها القدس الشريف بحدود عام 1967م، وحمّل البيان الختامي إسرائيل المسؤولية الكاملة عن تعثر عملية السلام، واستمرار التوتر في منطقة الشرق الأوسط، وأعرب عن رفضه الاعتراف بإسرائيل «دولة يهودية».

## قمة شرم الشيخ 28-29 مارس/آذار 2015م
هيمن عليها الوضع في اليمن وعاصفة الحزم لدعم شرعية الرئيس عبد ربه منصور هادي ضد الانقلاب الحوثي. تبنت القمة التي لم توجه الدعوة للائتلاف الوطني لقوى الثورة والمعارضة السورية، تشكيل قوات عربية مشتركة.

## قمة نواكشوط 7 و8 يوليو/تموز 2016م
استضافتها العاصمة الموريتانية نواكشوط لأول مرة في تاريخها تحت شعار «قمة الأمل» وبحثت النزاعات في اليمن وسوريا والعراق وليبيا بالإضافة إلى القضايا ذات الاهتمام المشترك.

## قمة الأردن 28 و29 مارس/آذار 2017م
اختتمت القمة العربية الـ28 في الأردن ببيان أبدى فيه القادة العرب استعدادهم لتحقيق «مصالحة تاريخية» مع إسرائيل مقابل انسحابها من الأراضي التي احتلتها في حرب عام 1967م، وطالبوا دول العالم عدم نقل سفاراتها إلى القدس أو الاعتراف بها عاصمة لإسرائيل.
كما عبّر الزعماء العرب عن دعمهم للحل الحل السياسي في سوريا، وللحكومة الشرعية في اليمن، ولتحقيق مصالحة وطنية في ليبيا، إضافة إلى دعمهم للجهود الرامية إلى هزيمة «الإرهاب» في كل مكان.

## وصلات خارجية
الموقع الرسمى لجامعة الدول العربية